# La Cresta (Kalifornia, Kern megye)
La Cresta statisztikai település az USA Kalifornia államában, Kern megyében. Lakosainak száma 8787 fő (2020).

## Népesség
A település népességének változása:

| 2020 | 8 787 |